# Cratere Lod
Lod  è un cratere sulla superficie di Marte.